# Polmozbyt
Polmozbyt – Przedsiębiorstwo Techniczno-Handlowe Motoryzacji (PTHM) Polmozbyt to kilkanaście przedsiębiorstw w miastach wojewódzkich według podziału administracyjnego Polski z 1957 roku zajmujących się sprzedażą produktów Polmo oraz ich obsługą.
Polmozbyty powstały w styczniu 1974 roku w wyniku połączenia trzech przedsiębiorstw motoryzacyjnych: Technicznej Obsługi Samochodów, Przedsiębiorstwa Państwowego Motozbyt oraz Przedsiębiorstwa Techniczno-Handlowego Polmo-Behamot. Wojewódzkie centrale miały swoje oddziały w mniejszych miastach. Sprzedawano również samochody produkcji krajów RWPG, lecz w tym przypadku miała miejsce specjalizacja, na przykład Dacie odbierało się w Kielcach, a auta radzieckie w Białymstoku.
Po 1989 roku poszczególne Polmozbyty, już jako Przedsiębiorstwa Państwowe Polmozbyt, były stopniowo prywatyzowane. Najczęściej przekształcały się w dealerów pojazdów różnych marek, sprzedawały oddziały w mniejszych miastach, również z zachowaniem nazwy Polmozbyt.